# Jungermannia rubra
Jungermannia rubra là một loài Rêu trong họ Jungermanniaceae. Loài này được Gottsche ex Underw. mô tả khoa học đầu tiên năm 1888.